# 北極魣鱈
北極魣鱈為輻鰭魚綱仙女魚目帆蜥魚亞目魣蜥魚科的一種，分布於全球各大海域海域，屬深海魚類，深度0-2200公尺，體長可達30公分，棲息在中層水域，以魚類及甲殼類為食，生活習性不明。

## 擴展閱讀
維基物種上的相關：北極魣鱈